# IC 5303
IC 5303 је двојна звијезда у сазвјежђу Рибе која се налази на листи објеката дубоког неба у Индекс каталогу.
Деклинација објекта је + 0° 15' 53" а ректасцензија 23h 17m 54,8s.